# Región de Antofagasta

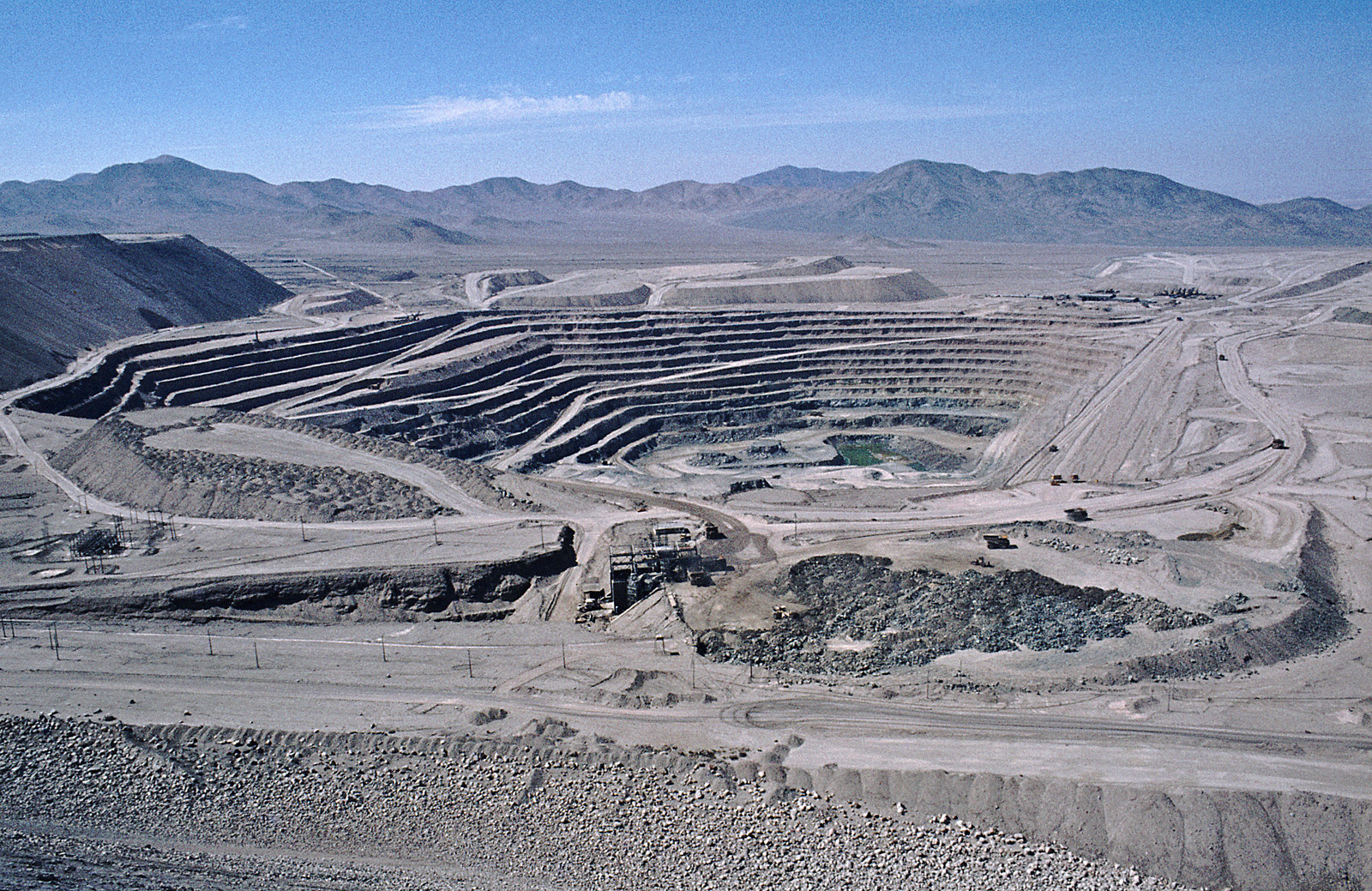
Der Bergbau ist der wichtigste Erwerbszweig in der Region. Hier die Chuquicamata-Kupfermine, der größte Tagebau der Welt.

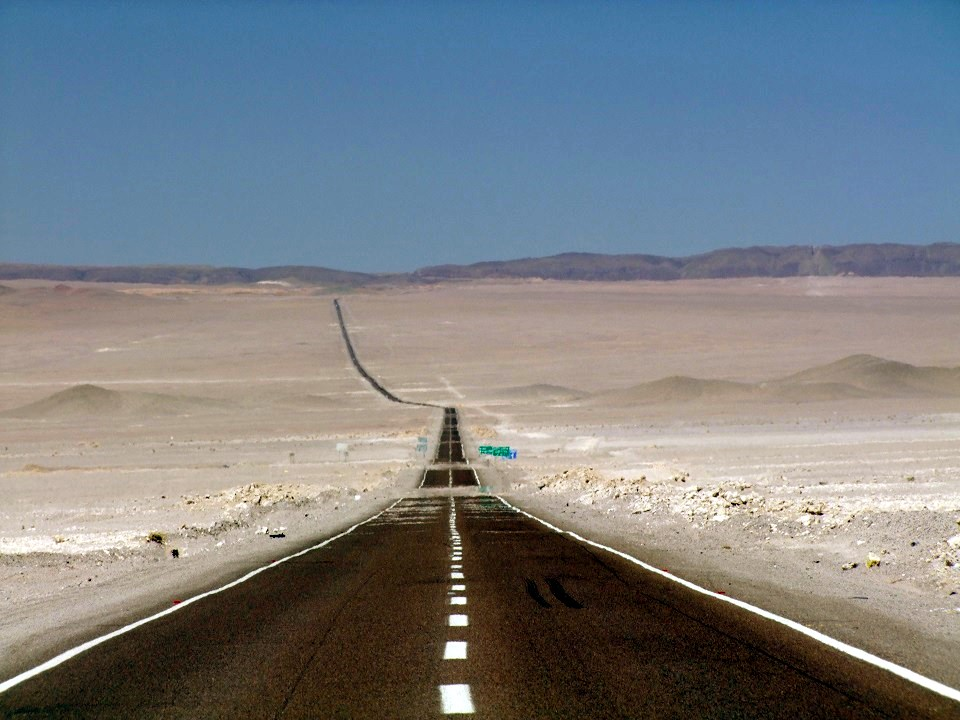
Die Region besteht überwiegend aus extrem trockener, trostloser Wüste. Hier die graue Atacama-Wüste beim Verlassen von Calama.

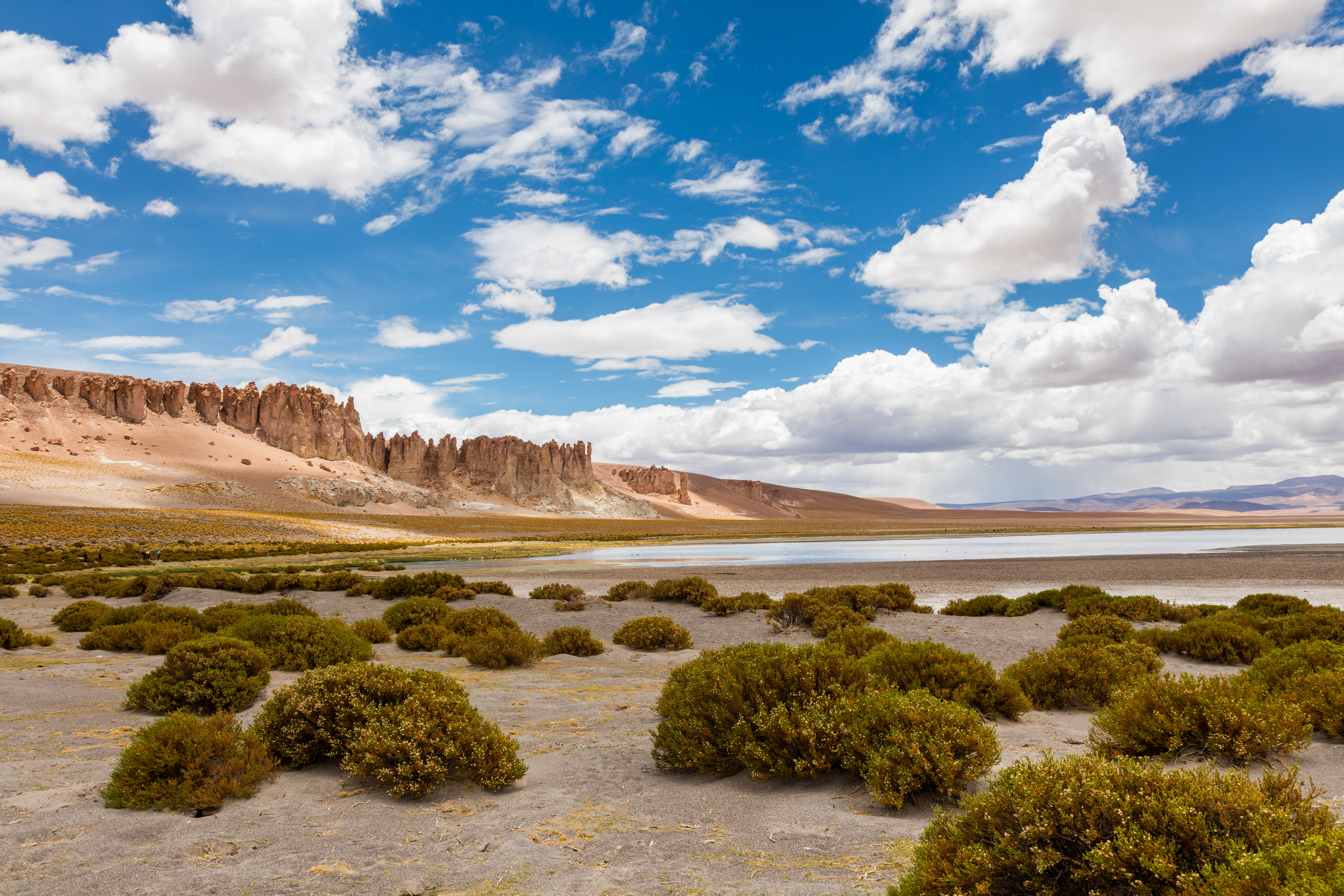
Der Tourismus ist ebenfalls ein wichtiger Wirtschaftszweig. Die Besucher zieht es vor allem in die Höhenlagen der Anden, wo die Landschaft ein interessantes Farben- und Formenspiel entwickelt hat. Hier die Catedrales de Tara, ca. 4.300 m ü. M., in San Pedro de Atacama.

Antofagasta ist eine Region im Norden Chiles (Region II).

## Geographie
Der Río Loa ist der längste Fluss Chiles mit rund 443 km, der auch durch die Stadt Calama fließt.
Im Osten der Region zieht sich über hunderte Kilometer der Gebirgszug Cordillera Domeyko, der nach dem polnischen Geologen Ignacy Domeyko benannt ist, der lange Zeit in Chile tätig war.

## Geschichte
Die Besiedlung in der Atacama-Wüste reicht sehr weit zurück, bereits 5500 v. Chr. besiedelten die Chinchorro die Küstengebiete. Bei San Pedro de Atacama gibt es prähistorische Siedlungsfunde der Atacameños, die etwa 3000 Jahre alt sind, z. B. der Ort Tulor. Die ersten städteartigen Siedlungen in der Atacama entstanden etwa ab 100 v. Chr., z. B. das Pukará-Fort (Pukará de Quitor). Von den Atacameños wurde es gebaut, um sich gegen die anderen südamerikanischen Völker zu schützen. Es wurde später von den Inkas übernommen.
Am Río Loa liegen die Ruinen der präkolumbische Festung Pukará de Lasana.
Francisco Pizarro sandte 1540 Pedro de Valdivia zur Eroberung von Nordchile aus. Valdivia stieß auf feindselige Indianerstämme, wie die Mapuche, Michimalonco, Tangalonco und Atepudo. Diese bekämpften sich teilweise untereinander. Im selben Jahr erreichte er auch die Gegend um Calama.
Vor dem Salpeterboom spielte der Hafen von Antofagasta kaum eine Rolle, Bolivien zeigte wenig Interesse an der Stadt, in der größtenteils nur Chilenen lebten. 1866 wurden rund 40 Kilometer östlich der Stadt Antofagasta große Salpeter-Vorkommen entdeckt. 1873 wurde für den Salpeter-Transport eine Eisenbahnstrecke bis Salinas eingerichtet. Auch der Export von Guano-Dünger spielte in dieser Zeit eine größere wirtschaftliche Rolle. 1877 wurde die Küste um Antofagasta von einem schweren Tsunami getroffen. 
Die Zugehörigkeit der Region Antofagasta war lange Zeit ungeklärt. Ab 1866 bis 1879 gehörte sie offiziell zu Bolivien, nachdem Chile und Bolivien sich vertraglich darauf geeinigt hatten, dass chilenische Unternehmen dort für 25 Jahre keine Steuern zahlen mussten. Der bolivianische Präsident erklärte diese Vereinbarung Anfang 1878 für nichtig und stellte daraufhin die Steuern rückwirkend bis zum Jahre 1874 fällig. Als die chilenischen Unternehmen die Zahlung verweigerten, wurden sie konfisziert und im Januar 1879 zu einer Zwangsversteigerung ausgeschrieben. Am Tag der vorgesehenen Versteigerung landeten daraufhin chilenische Truppen im Hafen und die Region wurde im Salpeterkrieg von Chile, aus seiner Sicht, zurückerobert. Später wurden zwischen den Kriegsparteien durch Friedensverträge  gegenseitig anerkannte Grenzen festgelegt, sowie Antofagasta und Tarapacá endgültig in das chilenische Hoheitsgebiet integriert. 1907 lebten etwa 36.000 Menschen in den Salpetergebieten der Regionen Tarapacá und Antofagasta. 
1929 stürzte die Region in eine schwere Wirtschaftskrise, da der Salpeter-Absatz praktisch komplett zusammengebrochen war.

## Verwaltungsgliederung
Die Region besteht aus 3 Provinzen.
Die größten Städte sind:
- Hauptstadt Antofagasta 230.000 Einwohner
- Calama 145.000 Einwohner
- Tocopilla 23.000 Einwohner
- Mejillones 9.000 Einwohner
- San Pedro de Atacama 5.000 Einwohner

| Provinz     | Hauptstadt  | Kommune                | Karte |
| Antofagasta | Antofagasta | 1 Antofagasta          | Karte |
| Antofagasta | Antofagasta | 2 Mejillones           | Karte |
| Antofagasta | Antofagasta | 3 Sierra Gorda         | Karte |
| Antofagasta | Antofagasta | 4 Taltal               | Karte |
| El Loa      | Calama      | 5 Calama               | Karte |
| El Loa      | Calama      | 6 Ollagüe              | Karte |
| El Loa      | Calama      | 7 San Pedro de Atacama | Karte |
| Tocopilla   | Tocopilla   | 8 María Elena          | Karte |
| Tocopilla   | Tocopilla   | 9 Tocopilla            | Karte |

## Sehenswürdigkeiten
Die Landschaft ist von der trockenen Atacama-Wüste geprägt. Hauptattraktionen sind die verlassene Geisterdörfer aus der Salpeterzeit und die Kupfer-Tagebaumine Chuquicamata.
Die Salzseen und Geysire bei El Tatio werden ebenfalls gern besucht. Rosa Flamingos kann man an den Salzseen in großer Zahl vorfinden. Der Salar de Atacama ist mit rund 3000 km² der größte Salzsee Chiles, der von Zuflüssen aus den Kordilleren gespeist wird. Aufgrund des Wüstenklimas verdunstet allerdings das Wasser schnell. Die Geysire liegen 2000 m höher als San Pedro de Atacama auf einer Hochebene in den Anden. Sie sind die höchstgelegenen Geysire der Welt.
Im Tal des Mondes Valle de la Luna trifft man auf beeindruckende geologische Formationen, es liegt in der Nähe von Calama.
Das archäologische Museum des belgischen Padre R. P. Gustavo Le Paige in San Pedro de Atacama zeigt zahlreiche Funde aus der Atacama-Wüste.

## Wirtschaft
In der Region werden hauptsächlich Kupfer (Chuquicamata und Escondida) und kleinere Mengen Schwefel gefördert. An der Küste spielt der Fischfang eine gewisse Rolle. Der Tourismus ist ein wichtiger Einnahmezweig in dieser weiten Wüstenlandschaft.